# 天外魔境ZERO デジタルリミックス
『天外魔境ZERO デジタルリミックス』は1996年1月25日にデータム・ポリスターから発売されたサウンドトラックである。

## 概要
ハドソンから発売されたスーパーファミコン用ソフト『天外魔境ZERO』のBGMを収録したサウンドトラックCD。美しいエコーを表現するためにレキシコン社のリバーブマシンを使用、マルチトラックのデジタル編集機に再録音、デジタル臭さを消すために真空管のアンプを通すなどの工夫がなされている他、普通の楽器で演奏しているような自然さを表現するため、正確な音程を追及し改めて調整がなされている。

## 収録曲

### DISK1
1. 序曲
作曲：笹川敏幸 & 田中公平[注 1]、編曲：笹川敏幸
2. ZEROのテーマ
作曲：笹川敏幸
3. 呪われた戴冠式 ～うごめくよどみ～ 解き放たれた封印
作曲：笹川敏幸
4. のどかな村
作曲：笹川敏幸
5. マものの潜む中へ
作曲：笹川敏幸
6. 地獄の軍団
作曲：笹川敏幸
7. 愉快な仙人たち
作曲：笹川敏幸
8. 仙人の修行
作曲：笹川敏幸
9. 襲撃の町
作曲：笹川敏幸
10. 対決　地獄の隊長
作曲：笹川敏幸
11. 悲しみのヒガン
作曲：笹川敏幸
12. ヒガンのテーマ
作曲：笹川敏幸
13. 地上を行く
作曲：笹川敏幸
14. 火立村
作曲：笹川敏幸
15. 永遠の火のテーマ
作曲：笹川敏幸
16. 風穴の中へ
作曲：笹川敏幸
17. ヒスイのテーマ
作曲：笹川敏幸
18. ふきすさぶ敵の城
作曲：笹川敏幸
19. わかれ…スバルへ
作曲：笹川敏幸
20. 神獣のすむ町
作曲：笹川敏幸
21. 赤丸でおます
作曲：笹川敏幸
22. スバルのテーマ
作曲：笹川敏幸
23. 赤丸の逆襲
作曲：笹川敏幸
24. 孔雀明王
作曲：笹川敏幸

### DISK2
1. スバルの微睡み
作曲：笹川敏幸
2. はなやかな町並
作曲：笹川敏幸
3. 闇の剣士　シラヌイ
作曲：笹川敏幸
4. お祭りだ！！
作曲：笹川敏幸
5. 神獣のテーマ
作曲：笹川敏幸
6. 砂ねずみ
作曲：笹川敏幸
7. 暗い町
作曲：笹川敏幸
8. さばくのいずみ
作曲：笹川敏幸
9. 天神のテーマ
作曲：田中公平
10. 血戦の塔
作曲：笹川敏幸
11. 押し寄せる恐怖
作曲：笹川敏幸
12. 科学は万能（金銀のテーマ）
作曲：笹川敏幸
13. 大いなる力を！！
作曲：笹川敏幸
14. マ・ジン
作曲：笹川敏幸
15. うごめく謎の砦
作曲：笹川敏幸
16. 回想・水貴との別れ
作曲：田中公平
17. 水貴のテーマ
作曲：田中公平
18. べっこう船
作曲：笹川敏幸
19. みやびな女たち
作曲：笹川敏幸
20. 迫り来る時間
作曲：笹川敏幸
21. お遊びだよ
作曲：笹川敏幸
22. たのしくやろうぜ！！
作曲：笹川敏幸
23. フィーバー花丸町（未使用曲）
作曲：笹川敏幸
24. カニカニ！！
作曲：笹川敏幸
25. まぬけのテーマ
作曲：笹川敏幸
26. うらぎりの友情
作詞：汎光二、作曲：田中あや
27. ネオンはきえて
作詞：汎光二、作曲：田中あや
28. まいど！花丸や！
作詞：鶴岡典子、作曲：田中あや
29. 正義は　われに！
作詞：汎光二、作曲：田中あや

### DISK3
1. 地獄門
作曲：笹川敏幸
2. 神秘なる場所
作曲：笹川敏幸
3. 剣に生き剣に死す
作曲：笹川敏幸
4. 竜王の城
作曲：笹川敏幸
5. 地上の神　ニニギ
作曲：笹川敏幸
6. コクビャク
作曲：笹川敏幸
7. 地獄の王
作曲：笹川敏幸
8. 天神の決意
作曲：田中公平
9. 悲しみと憎しみ
作曲：田中公平
10. 天の浮き舟の主
作曲：田中公平
11. 天の浮き舟
作曲：笹川敏幸
12. 高天原を行く
作曲：笹川敏幸
13. 高天原の村
作曲：笹川敏幸
14. スバル嘆願！！
作曲：笹川敏幸
15. 天の神　アグニ
作曲：笹川敏幸
16. 天のはざま・アグニ試練
作曲：笹川敏幸
17. 火の勇者ヒガン(決意)
作曲：笹川敏幸
18. 闇の大穴
作曲：笹川敏幸
19. 地獄へ
作曲：笹川敏幸
20. 最終決戦
作曲：笹川敏幸
21. 合わせ鏡
作曲：笹川敏幸
22. 放たれた未来へ
作曲：笹川敏幸
23. 天外魔境劇場[2]
作曲：笹川敏幸

## スタッフ
（出典：）

### サウンドトラックスタッフ
- プロデューサー：笹川敏幸
- アルバム・プロデューサー：筧行夫
- アシスタント・プロデューサー：富川亜紀子
- リミックス・エンジニア：山本裕直、嶋倉一朗
- マスタリング・エンジニア：阿部健司
- 楽曲構成：佐藤昭洋
- 監修：竹部隆[注 2]、荒井弘二
- レコーディングスタジオ：ハドソン札幌スタジオ
- マスタリング：東京CDセンター
- スペシャルサンクス：HIROSHI KUDO（工藤浩）、SHINICHI NAKAMOTO（中本伸一）、JUN CHIKI CHIKUMA（竹間淳）、RYUYA "PANCHO" TO R II、NOBUO UEMATSU（植松伸夫）、KOTONE SASAGAWA、KIYOMI SASAGAWA

### オリジナルゲームスタッフ
- 制作・総指揮：工藤裕司
- 原作：P.H.チャダ
- 企画・監修：広井王子
- 監督：竹部隆司
- 演出：中田伸一（Dチーム）
- 絵師：辻野寅次郎
- 美術監督：久保久
- 脚本：荒井弘二
- バトル企画：内田努（Dチーム）
- サブイベント企画：鶴岡典子
- 音楽：笹川敏幸
- 挿入曲作曲：田中公平（天神・水貴のテーマ）

#### プログラムユニット
- メイン：青山光（青山公士）
- アシスト：増田竜一
- ユーザー・インターフェース：飛田雅宏
- バトル：木村和之、石丸博史
- ロボバトル：芳賀孝宏
- シナリオ：宮内崇、外山裕樹、嶋田章生、鈴木宏和、西野公博、土田大
- プログラム進行：菊池賢次

#### グラフィックユニット
- 国マップ：関口暁信、山口もと、福岡三希子
- ダンジョン：岡田寿夫、小倉英之、越後正一、稲場将栄、小林雅樹、上嶋利英、山下直樹
- 家マップ：東明彦、藤本佳代、小林美鈴、田畑有香子
- 町マップ：長山真希、後藤幸徳、向井由美、三谷一弘
- バトル：藤井康博、山口英樹、相馬英樹、錦木千晶、土江達也、大谷達也、本間寧、中村伸一、渡辺真登香、西浦悦史、沼田剛幸、和島広治、山口美佳
- スプライト：岡本敏郎、めこらい岩田、多田知美、木本浩之、岡田由紀子
- システム：山本次行
- 原画：水谷謙之介(RED)、柳沢美佐(RED)、佐々木桃子(RED)、東京ムービー新社
- 題字：禅
- 制作進行：伊井人(RED)、家入赤福(RED)

#### サウンドユニット
- 音楽技術監督：佐藤昭洋
- ミュージックデザイン：星恵太、古屋拓道、山本裕直、嶋倉一朗
- エフェクトデザイン：成田修、澤口和彦、坂東章平
- システムプログラム：高橋克昇、岩淵貴幸、岡秀樹
- 進行：井上雅明
- カラオケ作曲：田中あや
- 技術指導：滝本利昭

#### テクニカルサポート
- プログラム：野沢勝広、桶谷吉韻、若林哲也
- シナリオツール：熊谷剛士、對馬康司、佐橋秀樹、阿知良剛、伊藤雄一
- 開発環境：日野清治、田坂拓哉、松下和裕、小林敬樹
- 大容量システム：武岡幸夫、後藤秀陸、中嶋知彦、藤戸文博、斉藤智之、長沢昌彦、増田一哉
- デザインツール：川口佳之、米川正樹、熊岡忍

#### 広報ユニット
- 広告プロデュース：高田秀雄
- 広報：松永智史、梶野竜太郎、土井信一、三谷晴基
- SP：福井美行

#### 制作ユニット
- 進行：高橋抄太
- プロデューサー：木本旬、安井一徳、三井啓介、小林正樹

#### 協力
- 有限会社アドス
- 株式会社イマジン
- 東京ムービー新社

#### スペシャルサンクス
- 松田篁(RED)
- 三富あけみ(RED)
- 山田真木(RED)
- 奥野仁
- 三上哲
- 野中和彦
- 長山豊
- 安部利也
- 滝山仁
- 藤田輝幸
- 及川英紀
- 三上由紀子
- 石川雅子
- 中村充
- 由桐亜紀
- 夢まつり95ハドソン一座のみなさん

#### 制作・著作
- ハドソンソフト
- レッドカンパニー